# 빅 와일드
빅터 아이번 "빅" 와일드(영어: Victor Ivan "Vic" Wild, 러시아어: Виктор Айван "Вик" Уайлд 빅토르 아이반 "비크" 우아일트[*], 1986년 8월 23일~)는 미국 태생 러시아의 스노보드 선수로 주 종목은 평행 종목이다. 미국 국가대표로 활동하다가 2012년에 러시아로 귀화하여 러시아 국가대표 선수로 활동하고 있다. 2014년 동계 올림픽에서 금메달 2개를 획득했으며, 2022년 동계 올림픽에서 동메달 1개를 획득했다.

## 경력
미국 워싱턴주 출신으로, 미국에서 스노보드를 시작했다. 2011년 러시아의 스노보드 선수 알료나 자바르지나와 결혼하고 2012년 러시아 국적을 취득한 후 러시아 국가대표로 각종 국제 스노보드 대회에 참가하기 시작했다.
2014년 2월 19일 소치 동계올림픽남자 스노보드 평행대회전(Parallel Giant Slalom)에서 금메달을 획득했다. 그의 부인 알료나 자바르지나는 같은날 펼쳐진 여자 평행대회전에서 동메달을 획득했다. 이어 2월 22일 평행회전에서도 금메달을 획득하여, 스노보드 선수로는 사상 처음으로 한 올림픽 대회에서 2개의 금메달을 획득한 2관왕이 되었다.

## 성적

### 올림픽
| 년도 | 대회일   | 장소        | 종목            | 결과 | 메달 |
| ---- | -------- | ----------- | --------------- | ---- | ---- |
| 2014 | 2월 19일 | 러시아 소치 | 남자 평행대회전 | 1위  |      |
| 2014 | 2월 22일 | 러시아 소치 | 남자 평행회전   | 1위  |      |

## 같이 보기
- 알료나 자바르지나